# Çamyuva
Çamyuva (türkisch für Kiefern-Nest) ist ein Badeort an der „Türkischen Riviera“ in der Provinz Antalya. 

## Lage
Er liegt etwa zehn Kilometer südlich von Kemer im historischen Lykien an der D 400. Antalya liegt etwa 40 km nördlich. Der Hauptarm des Flusses Agva mündet heute zwischen Kiriş und Çamyuva ins Mittelmeer.

## Geschichte
Vor 1980 war der Ort ein landwirtschaftlich geprägtes Dorf. Danach siedelten sich am Strand viele Hotels an.  Er wurde mit dem Nachbarort Kiriş zu einer Gemeinde mit dem offiziellen Namen Camyuva zusammengefasst. Beide Orte sind noch immer bekannt für ihre zahlreichen Oliven- und Orangenhaine.